# Де Леу, Михаэл
Микаэл де Леу (нидерл. Michael de Leeuw; род. 7 октября 1986, Гойрле, Нидерланды) — нидерландский футболист, нападающий любительского клуба «Грун-Гел».

## Клубная карьера

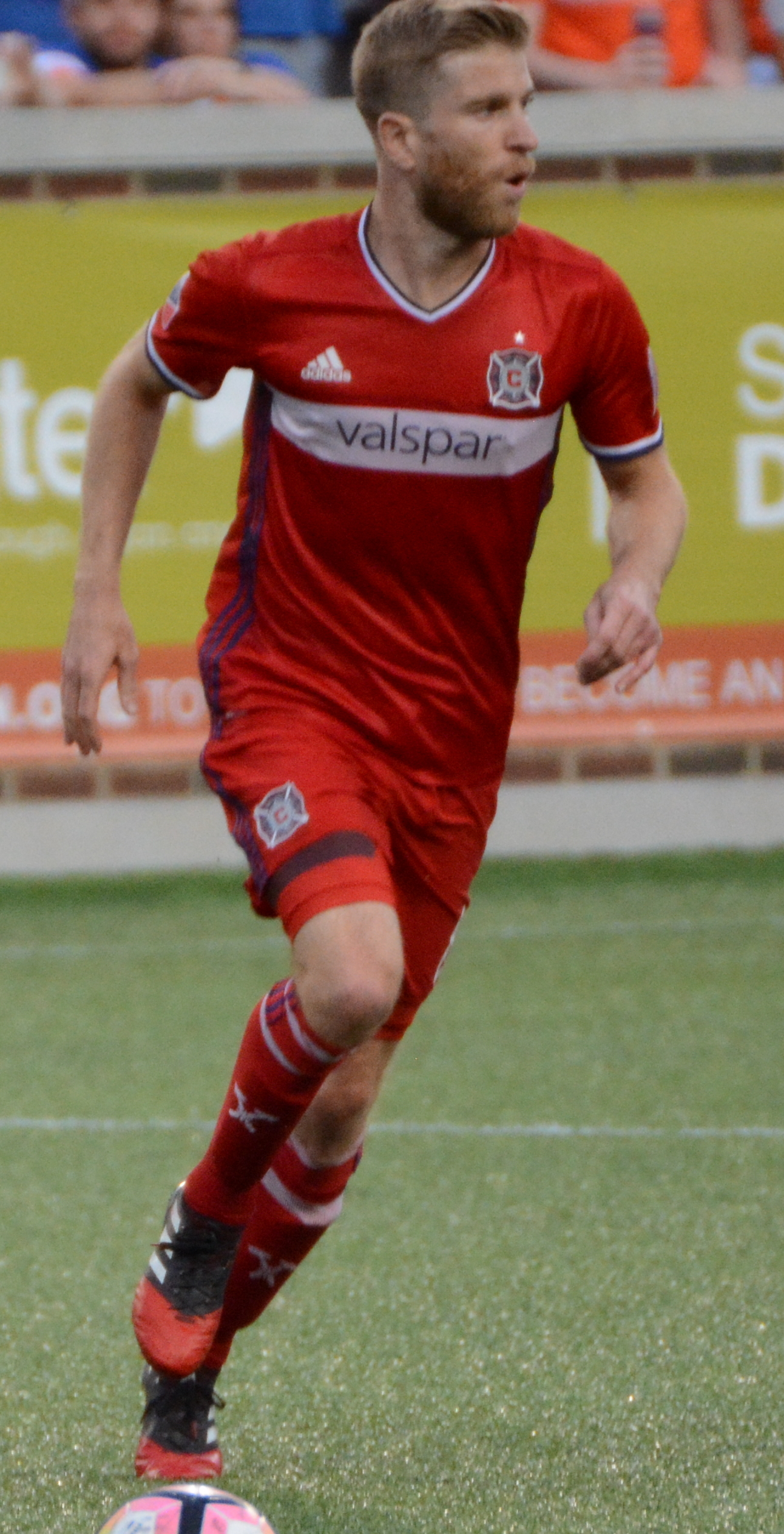
Де Леу в составе «Чикаго Файр» (28 июня 2017)

Де Леу начал профессиональную карьеру в клубе «Вендам». 7 августа 2009 года в матче против «Харлема» он дебютировал в Эрстедивизи. В этом же поединке Микаэл сделал «дубль», забив свои первые голы за «Вендам». В своём дебютном сезоне он забил 25 мячей и стал лучшим бомбардиром первенства. Летом 2011 года де Леу перешёл в «Де Графсхап». 14 августа в матче против «Утрехта» он дебютировал в Эредивизи. 15 октября в поединке против «Херенвена» Микаэл забил свой первый гол за «Де Графсхап».
Летом 2012 года де Леу перешёл в «Гронинген». 26 августа в матче против ПСВ он дебютировал за новый клуб. 22 сентября в поединке против «Зволле» Микаэл забил свой первый гол за «Гронинген». В 2015 году он помог клубу выиграть Кубок Нидерландов.
17 мая 2016 года де Леу перешёл в клуб MLS «Чикаго Файр», подписав трёхлетний контракт, до конца сезона 2018, с опцией продления на сезон 2019. В американской лиге он дебютировал 9 июля в матче против «Торонто», заменив Майкла Стивенса в перерыве между таймами. 13 июля в поединке против «Спортинга Канзас-Сити» он забил свой первый гол за «Чикаго Файр». 30 сентября 2017 года в матче против «Нью-Йорк Сити» де Леу получил разрыв передней крестообразной связки левого колена, из-за чего пропустил 10 месяцев. По окончании сезона 2018 «Чикаго Файр» не стал продлевать контракт с де Леу.
31 декабря 2018 года де Леу присоединился к клубу «Эммен», подписав контракт на полтора года с опцией продления ещё на один год.
26 марта 2021 года было объявлено о возвращении де Леу в «Гронинген». Нападающий согласовал с клубом однолетний контракт, на сезон 2021/22, с возможностью продления ещё на год. После этого ему предлагается пройти курс обучения на тренера и работать в академии «Гронингена».
11 июня 2024 года подписал однолетний контракт с клубом «Камбюр».
Летом 2025 года стал игроком любительского клуба «Грун-Гел» из Гронингена.

## Достижения

### Командные
«Гронинген»
- Обладатель Кубка Нидерландов: 2014/15

«Виллем II»
- Победитель Первого дивизиона Нидерландов: 2023/24

### Личные
- Лучший бомбардир Эрстедивизи: 2009/10 (25 голов)